# Camponotus essigi
Camponotus essigi é uma espécie de inseto do gênero Camponotus, pertencente à família Formicidae.